# Chirolophis ascanii
Chirolophis ascanii es una especie de pez del género Chirolophis, familia Stichaeidae. Fue descrita científicamente por Walbaum en 1792.
Se distribuye por el Atlántico Nororiental: costa noruega, ocasionalmente costa de Murman, en Skagerrak, Kattegat y Öresund, alrededor de Heligoland, también islas británicas; las Orcadas, Feroe, Shetland e Islandia. Atlántico Noroccidental: Canadá. La longitud estándar (SL) es de 25 centímetros. Habita entre rocas y algas y su dieta se compone de invertebrados del fondo (pequeños moluscos, poliquetos, hidroides, esponjas), también de algas. Puede alcanzar los 400 metros de profundidad.
Está clasificada como una especie marina inofensiva para el ser humano.